# Жошуй
Жошу́й, Едзін-Гол (у верхній і середній течії Хейхе) - річка в Китаї.  Довжина близько 900 км.
Витоки — в льодовиках хребтів Ціляньшань і Тулайшань (пасмо Наньшань). Впадає декількома рукавами (головні — Марин-Гол, Іх-Гол) в озера Гашун-Нур і Сого-Нур.
Літня повінь; взимку і весною сильно міліє.

## Каскад ГЕС
На річці розташовано ГЕС Даогушань, ГЕС Сяогушань, ГЕС Лонгшоу II, ГЕС Лонгшоу I, ГЕС Huángcángsì, ГЕС Bǎopínghé, ГЕС Сандаован.

## В міфології
Річка під горою Куньлунь, де жила власниця зілля безсмертя, правителька західного раю безсмертних Сі Ванму («Володарка Заходу»). Вода у цій річці не тримала на поверхні навіть легкої лебединої пір’їнки. Можна припустити, що Жошуй розглядалася як особлива річка, яка розділяла царство живих і мертвих.